# لورانس (مقاطعة راسك)
لورانس، مقاطعة راسك (بالإنجليزية: Lawrence, Rusk County, Wisconsin)‏ هي بلدة تقع بولاية ويسكونسن في الولايات المتحدة. تبلغ مساحتها 123.6 (كم²)، وترتفع عن سطح البحر 375 م، بلغ عدد سكانها 240 نسمة في عام 2000 حسب إحصاء مكتب تعداد الولايات المتحدة وتصل الكثافة السكانية فيها 1.9 نسمة/كم2.

## وصلات خارجية
- The US50 - Cities and Towns in Wisconsin State
- Wisconsin Cities and Towns, Facts, Map, Flag, Colleges, Government, and More